# Maria Splitt
Maria Splitt (* 2. August 1957 als Maria Ritter) ist eine ehemalige liechtensteinische Leichtathletin, die sich auf den Sprint und Mittelstreckenlauf spezialisiert war.

## Biografie
Maria Splitt begann 1975 mit ihrer Zwillingsschwester Helen im Alter von 17,5 Jahren beim DTV Ruggell mit der Leichtathletik. Bereits ein Jahr später starteten sie beide bei den Leichtathletik-Halleneuropameisterschaften 1976 in München und bei den Olympischen Spielen 1976 in Montréal. Im Wettkampf über 800 m schied sie im Vorlauf aus. Sie stellte mehrere Landesrekorde über 400, 600 und 800 Meter auf. Zudem wurde sie mehrfache Schweizer Meisterin über 800 m und über die gleiche Distanz in der Staffel. 1981 wurde sie zur Sportlerin des Jahres in Liechtenstein gewählt.
Bei einem Autounfall erlitt sie ein schweres Schleudertrauma sowie eine Verletzung an der Halswirbelsäule, weshalb sie ihre Karriere vorzeitig beenden musste.